# Cratere Halim
Halim è un cratere sulla superficie di Mercurio.